# Modicogryllus
A Modicogryllus a valódi tücskök rendszertani családjának egyik neme. Az ide tartozó fajok Eurázsiában és Afrikában élnek.

## Fajok
A genusba 80 faj tartozik. Magyarországon a két faj, a nyugati homlokjegyestücsök és a déli homlokjegyestücsök képviseli.
subgenus Modicogryllus Chopard, 1961
1. Modicogryllus algirius (Saussure, 1877)
2. Modicogryllus alluaudi (Chopard, 1932)
3. Modicogryllus amani Otte & Cade, 1984
4. Modicogryllus angustulus (Walker, 1871)
5. Modicogryllus aterrimus Chopard, 1963
6. Modicogryllus badius Gorochov, 1988
7. Modicogryllus beibienkoi (Chopard, 1938)
8. Modicogryllus brincki (Chopard, 1955)
9. Modicogryllus buehleri (Chopard, 1954)
10. Modicogryllus castaneus (Chopard, 1928)
11. Modicogryllus chopardi Bhowmik, 1971
12. Modicogryllus concisus (Walker, 1869)
13. Modicogryllus conjunctus (Stål, 1861)
14. Modicogryllus conspersus (Schaum, 1853) - típusfaj
15. Modicogryllus cyprius (Saussure, 1877)
16. Modicogryllus debilis (Saussure, 1877)
17. Modicogryllus densinervis (Chopard, 1934)
18. Modicogryllus dewhursti Otte & Cade, 1984
19. Modicogryllus elgonensis (Chopard, 1938)
20. Modicogryllus extraneus (Saussure, 1877)
21. Modicogryllus facialis (Walker, 1871)
22. Modicogryllus flavus (Chopard, 1936)
23. Modicogryllus frontalis (Fieber, 1844) - nyugati homlokjegyestücsök
24. Modicogryllus garriens Otte & Cade, 1984
25. Modicogryllus guanchicus (Krauss, 1892)
26. Modicogryllus imbecillus (Saussure, 1877)
27. Modicogryllus jagoi Otte & Cade, 1984
28. Modicogryllus kenyensis Otte & Cade, 1984
29. Modicogryllus kirschii (Saussure, 1877)
30. Modicogryllus kivuensis (Chopard, 1939)
31. Modicogryllus laticeps (Chopard, 1939)
32. Modicogryllus latefasciatus (Chopard, 1933)
33. Modicogryllus lefevrei (Chopard, 1938)
34. Modicogryllus luteus (Karny, 1907)
35. Modicogryllus maliensis Otte & Cade, 1984
36. Modicogryllus massaicus (Sjöstedt, 1910)
37. Modicogryllus meruensis Otte & Cade, 1984
38. Modicogryllus minimus (Chopard, 1928)
39. Modicogryllus minutus (Chopard, 1954)
40. Modicogryllus miser (Walker, 1869)
41. Modicogryllus mulanje Otte, 1987
42. Modicogryllus ngamius Otte, Toms & Cade, 1988
43. Modicogryllus nigrus (He, 2020)
44. Modicogryllus nitidus (Chopard, 1925)
45. Modicogryllus pafuri Otte, Toms & Cade, 1988
46. Modicogryllus pallipalpis (Tarbinsky, 1940)
47. Modicogryllus pallipes (Chopard, 1925)
48. Modicogryllus parilis Otte & Cade, 1984
49. Modicogryllus perplexus Otte & Cade, 1984
50. Modicogryllus pseudocyprius Gorochov, 1996
51. Modicogryllus regulus (King, 1826)
52. Modicogryllus rehni Chopard, 1961
53. Modicogryllus rotundipennis (Chopard, 1938)
54. Modicogryllus segnis Otte & Cade, 1984
55. Modicogryllus serengetensis Otte & Cade, 1984
56. Modicogryllus signifrons (Walker, 1869)
57. Modicogryllus signipes (Walker, 1871)
58. Modicogryllus smolus Gorochov, 1988
59. Modicogryllus syriacus (Bolívar, 1893)
60. Modicogryllus tikaderi Bhowmik, 1985
61. Modicogryllus tripunctatus (Werner, 1908)
62. Modicogryllus truncatus (Tarbinsky, 1940) - déli homlokjegyestücsök
63. Modicogryllus ullus Gorochov, 1988
64. Modicogryllus uncinatus (Chopard, 1938)
65. Modicogryllus vaginalis (Saussure, 1877)
66. Modicogryllus vicinus (Chopard, 1938)
67. Modicogryllus vitreus Roy, 1971
68. Modicogryllus vittatifrons (Chopard, 1962)
69. Modicogryllus zinzilulans Otte & Cade, 1984
70. Modicogryllus zolotarewskyi (Chopard, 1954)

Promodicogryllus Gorochov, 1986 alnem
1. Modicogryllus bucharicus (Bey-Bienko, 1933)
2. Modicogryllus clarellus (Saussure, 1877)
3. Modicogryllus confirmatus (Walker, 1859)
4. Modicogryllus consobrinus (Saussure, 1877)
5. Modicogryllus ehsani Chopard, 1961
6. Modicogryllus mombasae Otte & Cade, 1984
7. Modicogryllus nandi Otte & Cowper, 2007
8. Modicogryllus nigericus (Chopard, 1961)
9. Modicogryllus volivoli Otte & Cowper, 2007

alnembe nem sorolt
1. Modicogryllus sindhensis Sultana, Sanam, Kumar, Shamsudeen R. & Soomro, 2021